# Aka-Bea jezik
Aka-bea jezik (bea, beada, biada, aka-beada, bojigniji, bogijiab, bojigyab; ISO 639-3: abj), izumrli jezik malenog plemena Aka-Bea s Južnog Andamana u Andamanima, Indija. Klasificira se u centralnu skupinu velikoandamanskih jezika, andamanska porodica-
Bio je srodan s Akar-Bale. Naziv Bojigngiji i slično koji navodi Ethnologue, zbirno je ime za južnoandamanska plemena Oko-Juwoi, Aka-Kol, Akar-Bale, A-Pucikwar, Aka-Kede,i Aka-Bea

## Vanjske poveznice
- Ethnologue (14th)
- Ethnologue (15th)